# Suchy Grunt (województwo małopolskie)
Suchy Grunt – wieś w Polsce, położona w województwie małopolskim, w powiecie dąbrowskim, w gminie Szczucin.
W latach 1975–1998 miejscowość położona była w województwie tarnowskim.

## Integralne części wsi
| SIMC    | Nazwa    | Rodzaj    |
| ------- | -------- | --------- |
| 0831103 | Budy     | część wsi |
| 0831110 | Olszyna  | część wsi |
| 0831126 | Podmałec | część wsi |
| 0831132 | W Polach | część wsi |

## Historia
28 grudnia 1898 roku zmarł właściciel wsi Leon Gawin-Niesiołowski (1837–1898). Pogrzeb odbył się w kościele parafialnym w Szczucinie 30 grudnia. Miał 4 synów i córkę.

## Zabytki
Obiekt wpisany do rejestru zabytków nieruchomych województwa małopolskiego:
- Kaplica mszalna pw. NMP, z 1905 roku.